# Куланина, Ольга Викторовна
Ольга Викторовна Куланина (род. 1 июня 1971 года, Мичуринск, Тамбовская область) — российская поэтесса, профессиональный филолог, кандидат филологических наук, автор многих популярных песен, которые неоднократно удостаивались престижных премий — «Песня года» и «Золотой граммофон». К некоторым своим произведениям пишет музыку сама.

## Биография
Первые свои стихи начала писать ещё в школе, в возрасте двенадцати лет. После школы закончила Мичуринский государственный педагогический институт и поступила в аспирантуру МПУ, защитила диссертацию по материалам произведений Н.С.Лескова, став кандидатом филологических наук. В этот же период начала писать тексты песен и предлагать их различным исполнителям. Самую первую песню на стихи Куланиной написал композитор Николай Погодаев и исполнил эстрадный певец Сергей Избаш. Эта композиция имела название «Пусть музыка за нас договорит». В скором времени соавторами Ольги Куланиной стали многие композиторы, в числе которых были Вячеслав Добрынин, Марк Минков, Екатерина Семёнова, Александр Рогачёв, Юлиана Донская, Вадим Пташинский, Ольга Стельмах, а с 1999 года началось её творческое содружество с певцом и композитором Андреем Косинским. На сегодняшний день песни на стихи Куланиной входят в репертуар Ирины Аллегровой, Алсу, Алёны Апиной, Лаймы Вайкуле, Николая Баскова, Ксении Георгиади, Николая Караченцова, Ларисы Долиной, Ярослава Евдокимова, Жасмин, Елены Воробей, Льва Лещенко, Александра Малинина, Кристины Орбакайте, Марины Хлебниковой и других известных артистов. На некоторые из этих песен были сняты видеоклипы («За туман», «Надо жить», «Христос-Воскрес!», «Рождественская Русь», «Под ноги цветы», «Евпатория»). В конце 2012 года Куланина написала текст песни «Армения» для международного музыкального проекта, в котором приняли участие звёзды с разных уголков мира имеющие армянские корни, в числе которых Дмитрий Харатьян, Бедрос Киркоров, Зара, Авраам Руссо, Ева Ривас и многие другие. Песню исполнила молодая армянская певица Varda.
В настоящее время Ольга Куланина пишет песни к различным телевизионным проектам, принимает участие в качестве жюри в музыкальных телевизионных конкурсах, живёт в городе Королёве.

## Дискография
- 2012 — «Мне до ангела белого…» (CD)[4][13]

## Известные песни на стихи Ольги Куланиной
- «Первая леди» (музыка Екатерина Семёнова) исполняет Николай Караченцов
- «Скрипач» (музыка Юлиана Донская) исполняет Ирина Аллегрова
- «Не жалей» (музыка Христоса Николопулуса) исполняет Ксения Георгиади
- «Мой деловой мужчина» (музыка Александра Рогачёва) исполняет Ксения Георгиади
- «За туман» (музыка Юлиана Донская) исполняет Марина Хлебникова
- «Будут ветры» (музыка Юлиана Донская) исполняет Юлиана Донская
- «Под ноги цветы» (музыка Екатерины Семёновой) исполняет Юлиан
- «Ветер-скрипач» (музыка Андрей Косинский), исполняют Владимир Асимов, позднее Валерий Леонтьев
- «Ежевичная ягода», «Речной капитан», «Сова и гвоздика» исполняет фольклорная группа «МОРОЗ ШОУ».